# Primeira Liga (2024/2025)
Primeira Liga 2024/2025 (oficjalnie znana jako Liga Portugal Betclic ze względów sponsorskich) – 91. edycja najwyższej klasy rozgrywkowej piłki nożnej w Portugalii.
Brało w niej udział 18 drużyn, które w okresie od 9 sierpnia 2024 do 18 maja 2025 rozegrały 34 kolejek meczów.
Sezon zakończył baraż o pozostanie w Primeira Liga. Mistrzostwo po raz drugi z rzędu, a dwudziesty pierwszy w historii zdobył Sporting CP.

## Drużyny
| Uczestnicy poprzedniej edycji                                                                                 | Uczestnicy poprzedniej edycji | Uczestnicy poprzedniej edycji | Uczestnicy poprzedniej edycji |
| --- | ----------------------------- | ----------------------------- | ----------------------------- |
| SCP | Sporting CP                   | 1                             |                               |
| BEN | SL Benfica                    | 2                             |                               |
| POR | FC Porto                      | 3                             |                               |
| BRA | SC Braga                      | 4                             |                               |
| VGU | Vitória Guimarães             | 5                             |                               |
| MOR | Moreirense FC                 | 6                             |                               |
| ARO | FC Arouca                     | 7                             |                               |
| FAM | FC Famalicão                  | 8                             |                               |
| CAS | Casa Pia AC                   | 9                             |                               |
| FAR | SC Farense                    | 10                            |                               |
| RAV | Rio Ave FC                    | 11                            |                               |
| GVI | Gil Vicente                   | 12                            |                               |
| EST | GD Estoril-Praia              | 13                            |                               |
| EST | Estrela Amadora               | 14                            |                               |
| BOA | Boavista FC                   | 15                            |                               |
| Awans z Ligi Portugal 2                                                                                       |                               |                               |                               |
| SCL | CD Santa Clara                | 1                             |                               |
| NAC | CD Nacional                   | 2                             |                               |
| po barażach                                                                                                   |                               |                               |                               |
| AVS | AVS Futebol SAD               | 3                             |                               |
| Oznaczenia: - kolumna pierwsza – skróty nazw drużyn, - kolumna trzecia – miejsce zajęte w poprzednim sezonie. |                               |                               |                               |

## Tabela
| Lp. | Drużyna              | M  | Z  | R  | P  | B+ | B– | +/– | Pkt | Kwalifikacja lub spadek                         |
| --- | -------------------- | -- | -- | -- | -- | -- | -- | --- | --- | ----------------------------------------------- |
| 1   | Sporting CP (M, P)   | 34 | 25 | 7  | 2  | 88 | 27 | +61 | 82  | Liga Mistrzów UEFA • Faza ligowa                |
| 2   | Benfica              | 34 | 25 | 5  | 4  | 84 | 28 | +56 | 80  | Liga Mistrzów UEFA • III runda kwalifikacyjna   |
| 3   | Porto                | 34 | 22 | 5  | 7  | 65 | 30 | +35 | 71  | Liga Europy UEFA • Faza ligowa                  |
| 4   | Braga                | 34 | 19 | 9  | 6  | 55 | 30 | +25 | 66  | Liga Europy UEFA • II runda kwalifikacyjna      |
| 5   | Santa Clara          | 34 | 17 | 6  | 11 | 36 | 32 | +4  | 57  | Liga Konferencji UEFA • II runda kwalifikacyjna |
| 6   | Vitória de Guimarães | 34 | 14 | 12 | 8  | 47 | 37 | +10 | 54  |                                                 |
| 7   | Famalicão            | 34 | 12 | 11 | 11 | 44 | 39 | +5  | 47  |                                                 |
| 8   | Estoril              | 34 | 12 | 10 | 12 | 48 | 53 | −5  | 46  |                                                 |
| 9   | Casa Pia             | 34 | 12 | 9  | 13 | 39 | 44 | −5  | 45  |                                                 |
| 10  | Moreirense           | 34 | 10 | 10 | 14 | 42 | 50 | −8  | 40  |                                                 |
| 11  | Rio Ave              | 34 | 9  | 11 | 14 | 39 | 55 | −16 | 38  |                                                 |
| 12  | Arouca               | 34 | 9  | 11 | 14 | 35 | 49 | −14 | 38  |                                                 |
| 13  | Gil Vicente          | 34 | 8  | 10 | 16 | 34 | 47 | −13 | 34  |                                                 |
| 14  | Nacional             | 34 | 9  | 7  | 18 | 32 | 50 | −18 | 34  |                                                 |
| 15  | Estrela Amadora      | 34 | 7  | 8  | 19 | 24 | 50 | −26 | 29  |                                                 |
| 16  | AVS (B, O)           | 34 | 5  | 12 | 17 | 25 | 60 | −35 | 27  | baraż o utrzymanie                              |
| 17  | Farense (S)          | 34 | 6  | 9  | 19 | 25 | 46 | −21 | 27  | spadek do Liga Portugal 2                       |
| 18  | Boavista (W)         | 34 | 6  | 6  | 22 | 24 | 59 | −35 | 24  | wykluczona                                      |

1. 1 2  Mecze bezpośrednie, liczba punktów: AVS 4, Farense 1.
2. ↑  Boavista nie otrzymała licencji na grę w Liga Portugal 2[3].

## Wyniki
| Gospodarz \ Gość     | ARO | AVS | BEN | BOA | BRA | CAS | EST | AMA | FAM | FAR | GIL | MOR | NAC | POR | RAV | STA | SPO | VSC |
| -------------------- | --- | --- | --- | --- | --- | --- | --- | --- | --- | --- | --- | --- | --- | --- | --- | --- | --- | --- |
| Arouca               |     | 1–1 | 0–2 | 4–1 | 1–2 | 0–0 | 1–1 | 1–0 | 1–2 | 2–2 | 1–1 | 1–0 | 1–0 | 0–2 | 1–1 | 1–0 | 0–3 | 0–1 |
| AVS                  | 0–1 |     | 1–1 | 1–2 | 0–1 | 1–1 | 0–3 | 1–1 | 2–3 | 0–0 | 1–0 | 0–3 | 1–1 | 0–5 | 1–0 | 1–2 | 2–2 | 1–0 |
| Benfica              | 2–2 | 6–0 |     | 3–0 | 1–2 | 3–0 | 3–0 | 1–0 | 4–0 | 3–2 | 5–1 | 3–2 | 3–0 | 4–1 | 5–0 | 4–1 | 1–1 | 1–0 |
| Boavista             | 1–3 | 0–0 | 0–3 |     | 0–1 | 2–3 | 0–0 | 0–1 | 0–2 | 1–1 | 1–3 | 0–2 | 0–1 | 1–2 | 0–2 | 1–0 | 0–5 | 1–2 |
| Braga                | 2–1 | 4–1 | 1–1 | 3–0 |     | 1–2 | 2–2 | 1–1 | 3–3 | 2–0 | 2–0 | 3–1 | 1–0 | 1–0 | 4–0 | 1–1 | 2–4 | 0–2 |
| Casa Pia             | 3–1 | 1–1 | 3–1 | 0–1 | 2–1 |     | 1–3 | 1–0 | 1–1 | 1–1 | 1–0 | 3–1 | 1–0 | 0–1 | 2–1 | 0–2 | 1–3 | 1–1 |
| Estoril              | 4–1 | 0–0 | 1–2 | 2–1 | 0–2 | 0–2 |     | 4–0 | 2–1 | 2–2 | 0–0 | 2–2 | 1–0 | 1–2 | 2–1 | 1–4 | 0–3 | 1–0 |
| Estrela Amadora      | 2–1 | 0–1 | 2–3 | 2–2 | 0–1 | 0–1 | 2–4 |     | 0–3 | 0–1 | 1–1 | 2–1 | 2–0 | 2–0 | 1–0 | 0–0 | 0–3 | 2–2 |
| Famalicão            | 0–0 | 4–1 | 2–0 | 1–0 | 1–1 | 2–1 | 3–0 | 0–0 |     | 1–2 | 1–1 | 2–0 | 0–0 | 1–1 | 1–0 | 1–2 | 0–3 | 0–0 |
| Farense              | 0–1 | 0–1 | 1–2 | 0–1 | 0–1 | 0–0 | 1–0 | 1–0 | 2–1 |     | 0–1 | 1–2 | 0–2 | 0–1 | 1–2 | 1–2 | 0–5 | 2–2 |
| Gil Vicente          | 1–1 | 4–2 | 0–3 | 1–2 | 0–0 | 1–1 | 1–2 | 3–0 | 0–2 | 1–0 |     | 0–1 | 2–1 | 3–1 | 1–1 | 0–1 | 0–0 | 0–1 |
| Moreirense           | 3–1 | 1–1 | 1–1 | 1–0 | 1–2 | 3–2 | 2–2 | 1–1 | 0–0 | 0–0 | 3–2 |     | 1–1 | 0–3 | 0–2 | 1–0 | 2–1 | 2–2 |
| Nacional             | 1–2 | 3–1 | 0–2 | 0–0 | 0–3 | 3–1 | 2–2 | 0–1 | 2–1 | 2–0 | 0–3 | 1–0 |     | 2–0 | 3–3 | 2–0 | 1–6 | 1–2 |
| Porto                | 4–0 | 2–0 | 1–4 | 4–0 | 2–1 | 2–0 | 4–0 | 2–0 | 2–1 | 2–1 | 3–0 | 3–1 | 3–0 |     | 2–0 | 1–1 | 1–1 | 1–1 |
| Rio Ave              | 1–0 | 1–1 | 2–3 | 0–2 | 2–1 | 2–2 | 2–2 | 2–0 | 1–1 | 1–0 | 1–1 | 3–2 | 2–1 | 2–2 |     | 1–1 | 0–3 | 2–2 |
| Santa Clara          | 2–0 | 2–1 | 0–1 | 1–0 | 0–2 | 2–1 | 2–3 | 1–0 | 2–1 | 0–0 | 2–1 | 1–1 | 1–0 | 0–2 | 1–0 |     | 0–1 | 1–0 |
| Sporting CP          | 2–2 | 3–0 | 1–0 | 3–2 | 1–1 | 2–0 | 3–1 | 5–1 | 3–1 | 3–1 | 2–1 | 3–1 | 2–0 | 2–0 | 3–1 | 0–1 |     | 2–0 |
| Vitória de Guimarães | 2–2 | 2–0 | 0–3 | 2–2 | 0–0 | 1–0 | 1–0 | 2–0 | 2–1 | 1–2 | 4–0 | 1–0 | 2–2 | 0–3 | 3–0 | 2–0 | 4–4 |     |

## Baraż o Primeira Liga
AVS wygrał 5-2 dwumecz z Vizela  trzecią drużyną Liga Portugal 2 miejsce w Primeira Liga na sezon 2025/2026.
| 24 maja 2025 | AVS                                                | 3:0   | Vizela |                                                                        |
| 20:45 CEST   | Gustavo Assunção 62' (k) · Tunde Akinsola 67', 70' | (0:0) |        | Estádio do CD Aves, Vila das Aves Widzów: 2715 Sędzia: Gustavo Correia |

| 1 czerwca 2025 | Vizela                                               | 2:2   | AVS                                       |                                                                            |
| 20:45 CEST     | Fernando Fonseca 14' (sam.) · Heinz Mörschel 77' (k) | (1:1) | 38' Tunde Akinsola · 64' Gustavo Assunção | Estádio do Futebol Clube de Vizela, Vizela Sędzia: Miguel Bertolo Nogueira |

## Najlepsi strzelcy
| Bramki | Strzelcy          | Drużyna     |
| ------ | ----------------- | ----------- |
| 39     | Viktor Gyökeres   | Sporting CP |
| 19     | Samu Aghehowa     | Porto       |
| 19     | Wangelis Pawlidis | Benfica     |
| 14     | Clayton           | Rio Ave     |
| 11     | Kerem Aktürkoğlu  | Benfica     |
| 11     | Yanis Begraoui    | Estoril     |
| 11     | Alejandro Marqués | Estoril     |
| 11     | Ricardo Horta     | Braga       |
| 10     | Cassiano          | Casa Pia    |
| 10     | Rodrigo Mora      | Porto       |

Źródło: .

## Stadiony
| Arouca                      |
| --------------------------- |
| Estádio Municipal de Arouca |
| 5 000                       |
|                             |

| AVS                |
| ------------------ |
| Estádio do CD Aves |
| 8 650              |
|                    |

| Benfica        |
| -------------- |
| Estádio da Luz |
| 64 642         |
|                |

| Boavista         |
| ---------------- |
| Estádio do Bessa |
| 28 263           |
|                  |

| Braga                      |
| -------------------------- |
| Estádio Municipal de Braga |
| 30 286                     |
|                            |

| Casa Pia                       |
| ------------------------------ |
| Estádio Municipal de Rio Maior |
| 7 000                          |
|                                |

| Estoril                         |
| ------------------------------- |
| Estádio António Coimbra da Mota |
| 8 015                           |
|                                 |

| Estrela Amadora    |
| ------------------ |
| Estádio José Gomes |
| 9 288              |
|                    |

| Famalicão                     |
| ----------------------------- |
| Estádio Municipal 22 de Junho |
| 5 307                         |
|                               |

| Farense             |
| ------------------- |
| Estádio de São Luís |
| 8 015               |
|                     |

| Gil Vicente                |
| -------------------------- |
| Estádio Cidade de Barcelos |
| 12 504                     |
|                            |

| Moreirense                                            |
| ----------------------------------------------------- |
| Parque de Jogos Comendador Joaquim de Almeida Freitas |
| 6 153                                                 |
|                                                       |

| Nacional           |
| ------------------ |
| Estádio da Madeira |
| 5 132              |
|                    |

| Porto             |
| ----------------- |
| Estádio do Dragão |
| 50 033            |
|                   |

| Rio Ave           |
| ----------------- |
| Estádio dos Arcos |
| 5 300             |
|                   |

| Santa Clara           |
| --------------------- |
| Estádio de São Miguel |
| 13 277                |
|                       |

| Sporting              |
| --------------------- |
| Estádio José Alvalade |
| 50 095                |
|                       |

| V. Guimarães                |
| --------------------------- |
| Estádio D. Afonso Henriques |
| 30 000                      |
|                             |

Źródło:.